# 藤田多佳子
藤田多佳子（日语：／ Fujita Takako，1958年10月25日—），日本女子游泳运动员。她曾代表日本参加2000年和2004年夏季残疾人奥林匹克运动会游泳比赛，获得二枚金牌和一枚铜牌。